# Adalaria pacifica
Adalaria pacifica är en snäckart som beskrevs av Bergh 1880. Adalaria pacifica ingår i släktet Adalaria och familjen Onchidorididae. Inga underarter finns listade i Catalogue of Life.